# The Housemartins
The Housemartins sono stati un gruppo musicale inglese attivo durante gli anni ottanta. Il loro era un pop con influenze gospel, soul, folk, doo-wop e Merseybeat che si regge sulle armonie vocali e la cui eleganza si contrappone ai testi pungenti dei testi. Ebbero il loro massimo successo durante la seconda metà del decennio, raccogliendo un notevole seguito di critica e pubblico sia all'interno del Regno Unito che al di fuori dei confini nazionali. Si sciolsero nel 1988, all'apice della popolarità, dopo aver pubblicato due soli album e alcuni singoli, tra cui una fortunata cover a cappella di Caravan of Love (1986).

## Storia del gruppo

### Origini

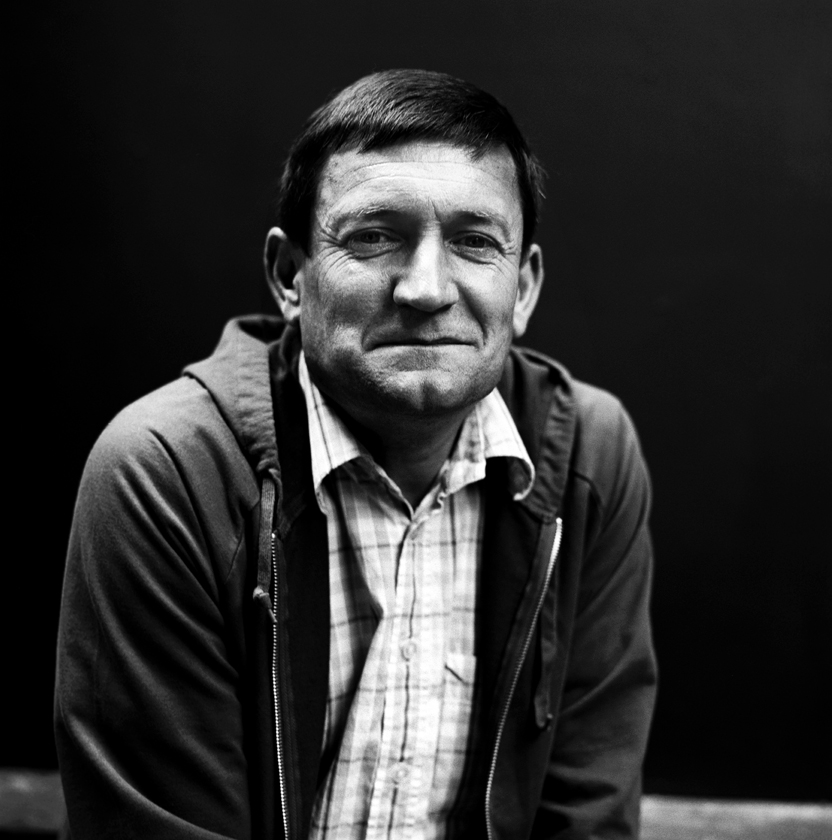
Paul Heaton nel 2009

Originari di Hull, cittadina inglese dell'East Riding of Yorkshire, gli Housemartins nacquero nel 1983 (secondo altre fonti nel 1984) come duo composto dal cantante Paul David Heaton (che da quel momento in poi cambiò nome in P.D. Heaton) e il chitarrista Stan Cullimore che, dopo aver registrato un primo demo tape che li porta all'attenzione della loro futura etichetta discografica Go! Discs, decisero di ampliare la formazione reclutando l'ex chitarrista dei Gargoyles Ted Key al basso e Justin Patrick alla batteria, subito dopo sostituito da Chris Lang. Norman Cook sostituì Key, che abbandonò la musica per lavorare come insegnante di matematica nel Berkshire. Il nome The Housemartins venne da un'idea di Heaton ed è ispirato dal suo scrittore preferito Peter Tinniswood.

### Successo
Dopo alcuni concerti locali, il gruppo ottenne il suo primo grande successo quando venne invitato ad esibirsi al programma televisivo Grey Whistle Test. Il primo singolo Flag Day, pubblicato il 22 ottobre del 1985 per la Go! Discs, debuttò al numero 124 della classifica inglese dei singoli più venduti e fece da preludio al loro primo tour nazionale che la band intraprende nel febbraio del 1986. Sempre nel 1986, la loro Flag Day venne inclusa in una compilation intitolata Laughing All the Way to the Bank, suscitarono l'interesse del dj radiofonico John Peel che li invitò al suo programma dove suonarono e registrarono la loro prima Peel Session, il luglio 1985.
Nel marzo di quello stesso anno, la band pubblicò Sheep che arrivò alla posizione numero 54 in classifica. Quando nel mese di giugno, uscì il terzo singolo Happy Hour, gli Housemartins ottennero il loro primo grande successo raggiungendo la terza posizione nella Official Singles Chart.
L'album di debutto, uscito in quella stessa estate, ebbe ottime recensioni ed il conseguente successo di pubblico consentì al disco di raggiungere la posizione numero 3 nelle classifiche britanniche. London 0 Hull 4, il cui titolo ironizza sui pessimi risultati delle squadre calcistiche londinesi, mortificate sportivamente dalle piccole compagini provinciali (come, ad esempio, Hull, città natale della band). L'album verrà riedito nel 2009 con inediti.
L'anno 1986 si chiuse con la pubblicazione di Caravan of Love: cover del brano degli Isley-Jasper-Isley, riproposta in un'inedita versione a cappella in stile doo-wop e uscito nel mese di dicembre, divenne il loro uno numero uno in classifica, rimanendovi per una settimana.
All'inizio del 1987, gli Housemartins furono al loro apice di popolarità e vennero premiati con il Best British Newcomer ai Brit Awards annuali a cui, però, rifiutarono di partecipare in polemica con la stampa musicale. L'inaspettato successo ebbe un profondo effetto sul batterista Hugh Whittaker che, nella primavera di quell'anno, lasciò il gruppo sostituito da Dave Hemingway (vecchio compagno di scuola di Hugh), ex batterista dei Velvetones.
Promosso attraverso i singoli Five Get Over Excited, Me & The Farmer e Build, nel settembre del 1987 uscì The People Who Grinned Themselves to Death, che, nonostante alcune tensioni interne, entrò nella top 10 della classifica. Il titolo dell'album allude alla famiglia reale britannica che, secondo il parere della band, avrebbe guadagnato popolarità attraverso inutili polemiche sui tabloid inglesi.
Nella primavera del 1988 uscì il singolo There Is Always Something There To Remind Me.

### Scioglimento
Nel 1988, dopo due soli anni dall'uscita del loro primo singolo e all'apice della popolarità, la band annunciò lo scioglimento. Stando a una loro dichiarazione: «avevamo programmato di diventare famosi entro tre anni. Ci siamo riusciti, ora è bene smettere»; stando a quanto affermò Heaton su NME, gli Housemartins «soffrivano il paragone con Rick Astley, Shakin' Stevens e i Pet Shop Boys». In un articolo su Mojo del 2009, asseriranno di non avere intenzione di riformare il gruppo.
Immediatamente dopo la separazione, l'etichetta, con l'assenso della stessa band, decise di pubblicare la raccolta postuma Now that's what I call quite good contenente, oltre a materiale proveniente dalle precedenti produzioni, anche inediti come You've Got a Friend (cover del brano di Carole King, portata già al successo da James Taylor nel 1971) o He Ain't Heavy, He's My Brother, successo degli Hollies del 1969.

### Dopo lo scioglimento

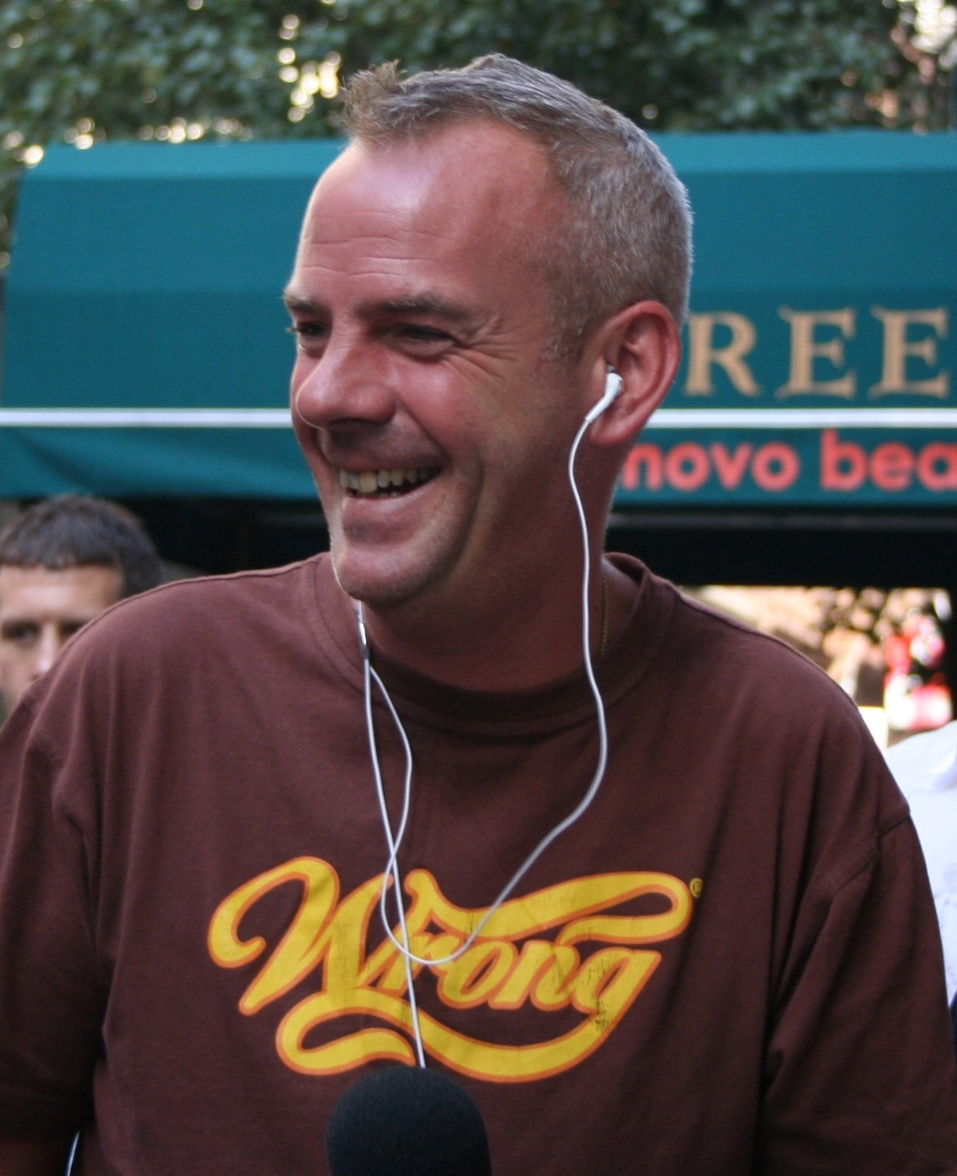
Norman Cook, meglio conosciuto come Fatboy Slim, nel 2006

Negli anni seguenti, i vari membri degli Housemartins avviarono diversi progetti. 
Heaton formò i Beautiful South, nei quali entrarono anche Hemingway e il tecnico del suono degli Housemartins Sean Welch. I Beautiful South ebbero grande successo anni novanta con il loro album Carry On Up The Charts, uno dei più venduti di tutti i tempi nel Regno Unito, e con altri sette dischi entrati nella top 10 prima della separazione, avvenuta nel 2007. Nel 2001 Heaton licenziò un suo lavoro da solista (Fat Chance) con lo pseudonimo Biscuit Boy AKA Crackerman e altri due album. 
Cook, che già nel periodo con gli Housemartins aveva iniziato una carriera parallela nell'ambito della musica dance suonando nei vari club inglesi come DJ, subito dopo la separazione fu membro dei Real Sounds of Africa e raggiunse un significativo successo con i Beats International con cui, nel marzo del 1990, scalò le posizioni delle classifiche inglesi con una cover della The S.O.S. Band (Just Be Good To Me). Nel 1993 formò una sua seconda band, i Freakpower, con il cantante e trombettista canadese Ashley Slater con cui, grazie al singolo Turn On Tune In Cop out, arriva di nuovo nella top 10 (al numero 3), nel marzo del 1995. Dopo aver pubblicato un altro paio di singoli da classifica con lo pseudonimo Mighty Dub Katz, Norman Cook arrivò al successo mondiale con il progetto big beat Fatboy Slim.
Già dal 1987, anno della sua dipartita dal gruppo Whittaker aveva avviato una carriera musicale come batterista. Dopo essere tornato nei Gargoyles, entrerà nei Penny Candles e i Percy e tornò al college per fare un corso di musica. Nel 1993 farà parlare di sé per esser stato condannato per aggressione (con un'ascia) nei confronti del suo ex socio in affari James Hewitt che lo aveva portato alla rovina finanziaria.
Cullimore pubblicò musica da solista; sue sono musiche per programmi tv e libri per bambini.

## Formazione
- Paul Heaton - voce, armonica a bocca
- Stan Cullimore - chitarra
- Norman Cook - basso
- Dave Hemingway - batteria

### Precedenti componenti
- Hugh Whitaker - batteria
- Chris Lang - batteria
- Ted Key - basso

## Discografia

### Album
- 1986 - London 0 Hull 4 (Go! Discs)
- 1987 - The People Who Grinned Themselves to Death (Go! Discs)

### Raccolte
- 1986 - The Housemartins Christmas Box Set (Go! Discs)
- 1988 - Now That's What I Call Quite Good (2 cd) (Go! Discs)
- 2004 - The Best of the Housemartins (Go! Discs)
- 2006 - Live At The BBC (Universal)
- 2007 - Soup (The Housemartins and The Beautiful South album) (Mercury Records)

### Singoli
- 1985 - Flag Day / Stand at Ease (UKnumero 124)
- 1986 - Sheep / Drop Down Dead (UKnumero 56)
- 1986 - Happy Hour / The Mighty Ship (UKnumero 3)
- 1986 - Think for a Minute / Who Needs the Limelight (UKnumero 18)
- 1986 - Caravan of Love / When I First Met Jesus (UKnumero 1)
- 1987 - Flag Day / The Mighty Ship (edizione USA)
- 1987 - Five Get Over Excited / Rebel without the Airplay (UKnumero 11)
- 1987 - Me and the Farmer / I Bit My Lip (UKnumero 15)
- 1987 - Build / Paris in Flares (UKnumero 15)
- 1988 - There Is Always Something There to Remind Me / Get Up Off Your Knees (live) (UKnumero 35)

## Videografia
Questi i video ufficiali pubblicati dal gruppo, escluse le apparizioni live in programmi televisivi:
- Sheep (Marzo, 1986)[18]
- Happy Hour (Maggio, 1986)[19]
- Think for a Minute (Settembre, 1986)[20]
- Caravan of Love (Novembre, 1986)[21]
- Five Get Over Excited (Maggio, 1987)[22]
- Me and the Farmer (Agosto, 1987)[23]
- Build (Novembre, 1987)[24]
- There Is Always Something There to Remind Me (Aprile, 1988)[25]